# Rostocki S-Bahn
A Rostocki S-Bahn egy S-Bahn hálózat Németországban, Rostock és a környező települések között. A hálózat jelenleg három vonalból áll, melyen 26 állomás található. Teljes hosszúsága 90,7 km,  üzemeltetője a DB Regio Nordost.

## Vonalak
| Járat | Megállók száma | Hossz km-ben | Menetidő percben | Útvonal |
| ----- | -------------- | ------------ | ---------------- | --- |
|       | 10             | 13,3         | 20               | Warnemünde – Warnemünde Werft – R.-Lichtenhagen – R.-Lütten Klein – R.-Evershagen – R.-Marienehe – R.-Bramow – R. Holbeinplatz – R. Parkstraße – Rostock Hauptbahnhof (csak a törzsvonal) |
|       | 17             | 47,6         | 58               | Warnemünde – (mint S1) – Rostock Hauptbahnhof – Papendorf – Pölchow – Huckstorf – Schwaan – Mistorf – Lüssow – Güstrow                                                                    |
|       | 18             | 58,1         | 74               | Warnemünde – (mint S1) – Rostock Hauptbahnhof – Kavelstorf – Scharstorf – Kronskamp – Laage – Subzin-Liessow – Plaaz – Priemerburg – Güstrow                                              |

## Képgaléria

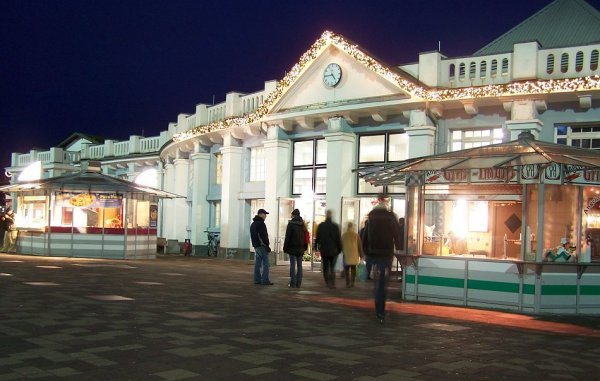
Rostock Hauptbahnhof
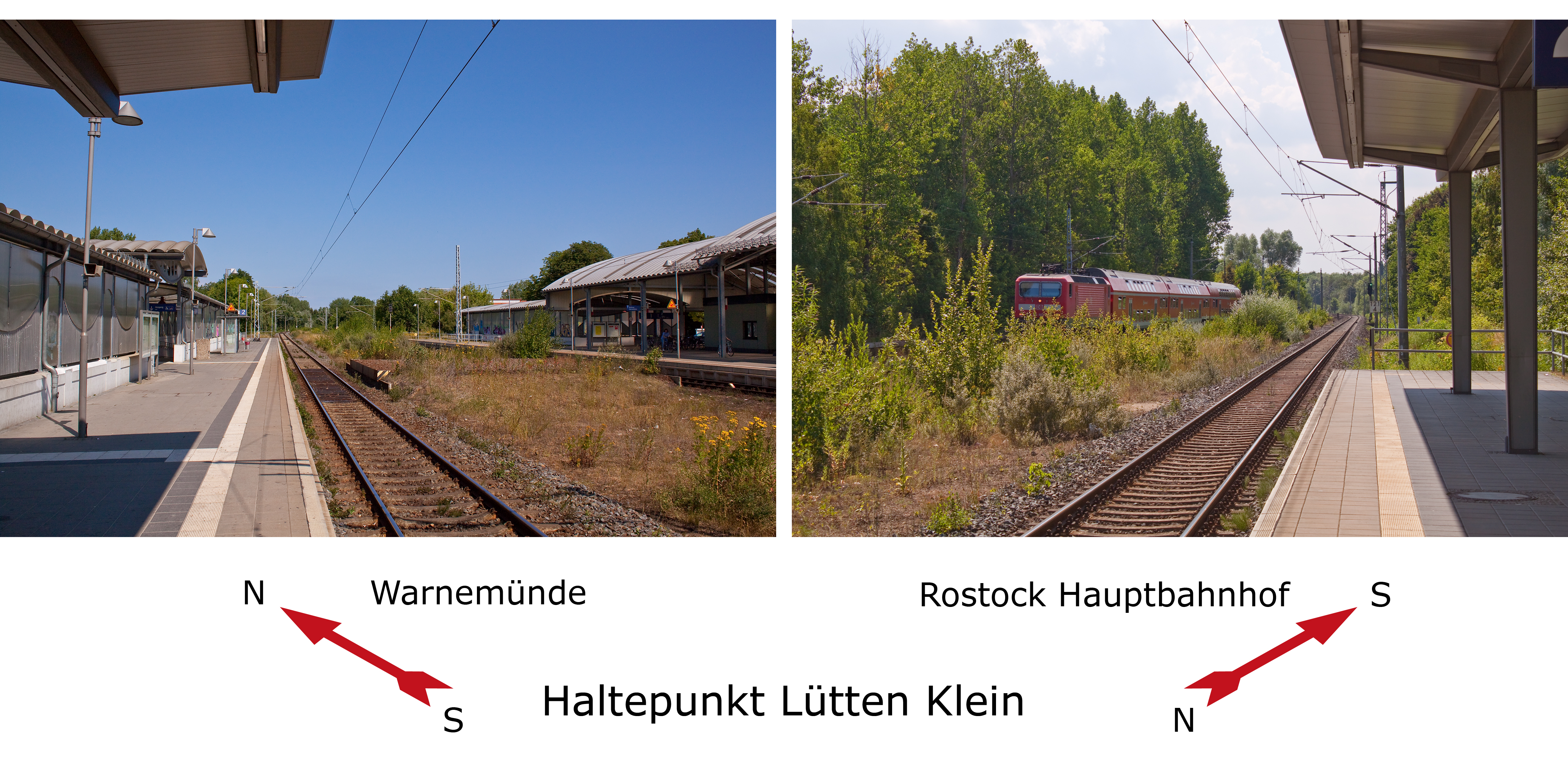
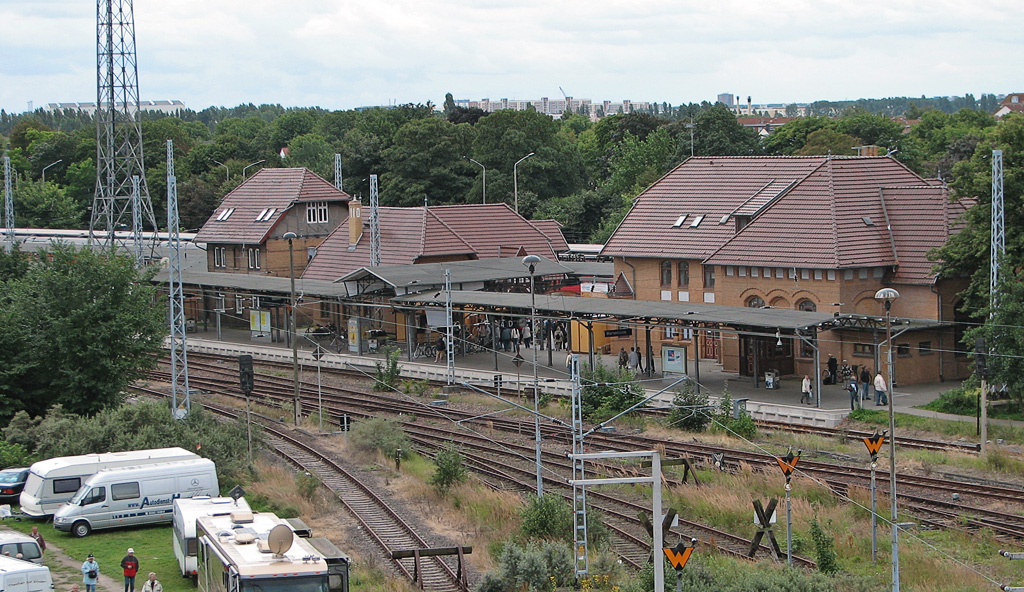
Bahnhof Warnemünde, az S1, az S2 és az S3 végállomása